# Franz Steindachner
Franz Steindachner (født 11. november 1834, død 10. december 1919) var en østrigsk zoolog.
Han var interesseret i naturhistorie, og påbegyndte studiet af fossile fisk på anbefaling af sin ven Eduard Suess. I 1860 blev han udnævnt til intendent for fiskesamlingen ved Naturhistorisches Museum, en stilling som havde vært ubesat siden Johann Jakob Heckels død.
Steindachners ry som fiskeekspert voksede, og i 1868 blev han inviteret af Louis Agassiz og tilbudt en stilling ved Museum of Comparative Zoology ved Harvard University. Efter at have deltaget i en ekspedition i 1871-1872, kom Steindachner et par år senere tilbage til Wien og i 1887 blev han udnævnt til direktør for den zoologiske afdeling af Naturhistorisches Museum og blev i 1898 forfremmet til museumsdirektør.
Steindachneridion er i øvrigt en gruppe fisk fra Sydamerika som blev opdaget af Steindachner og opkaldt efter ham.